# Acacia preissiana
Acacia preissiana é uma espécie de leguminosa do gênero Acacia, pertencente à família Fabaceae.